# Associazione Calcio Udinese 1959-1960
Questa voce raccoglie le informazioni riguardanti l'Associazione Calcio Udinese nelle competizioni ufficiali della stagione 1959-1960.

## Stagione
L'Udinese nel campionato di Serie A 1959-1960 si classifica al quindicesimo posto, appena sopra la zona retrocessione. Lo scudetto lo vince la Juventus con 55 punti davanti alla Fiorentina con 47 punti. Retrocedono in Serie B il Genoa, l'Alessandria ed il Palermo. In Coppa Italia la squadra friulana passa il primo turno a spese della Triestina (3-2 dopo i tempi supplementari) ma viene sconfitta (3-2) al secondo turno dal Padova.

## Rosa
| N. |                   | Ruolo | Calciatore          |
| -- | ----------------- | ----- | ------------------- |
|    | Italia (bandiera) | P     | Giovanni Romano     |
|    | Italia (bandiera) | P     | Luciano Santi       |
|    | Italia (bandiera) | P     | Luigi Bertossi      |
|    | Italia (bandiera) | D     | Pier Luigi Del Bene |
|    | Italia (bandiera) | D     | Renato Valenti      |
|    | Italia (bandiera) | D     | Sergio Manente      |
|    | Italia (bandiera) | D     | Tarcisio Burgnich   |
|    | Italia (bandiera) | D     | Giorgio Odling      |
|    | Italia (bandiera) | C     | Massimo Giacomini   |
|    | Italia (bandiera) | C     | Umberto Pinardi     |
|    | Italia (bandiera) | C     | Enzo Menegotti      |

| N. |                      | Ruolo | Calciatore        |
| -- | -------------------- | ----- | ----------------- |
|    | Italia (bandiera)    | C     | Renzo Sassi       |
|    | Italia (bandiera)    | C     | Odero Gon         |
|    | Italia (bandiera)    | C     | Sergio Rodaro     |
|    | Italia (bandiera)    | C     | Luciano Delfino   |
|    | Argentina (bandiera) | A     | Luis Pentrelli    |
|    | Italia (bandiera)    | A     | Luigi Milan       |
|    | Italia (bandiera)    | A     | Lorenzo Bettini   |
|    | Italia (bandiera)    | A     | Alberto Fontanesi |
|    | Italia (bandiera)    | A     | Francesco Canella |
|    | Italia (bandiera)    | A     | Adriano Birtig    |

## Risultati

### Serie A

#### Girone di andata
| Arbitro: | Liverani (Torino) |

|  |           |                         |
|  | Marcatori | 24’ Petris 82’ Montuori |

| Arbitro: | De Magistris (Torino) |

|                            |           |             |
| Tozzi 80’ Prini 83’ (rig.) | Marcatori | 46’ Bettini |

| Arbitro: | Righi (Milano) |

|                        |           |               |
| Fontanesi 7’ Milan 61’ | Marcatori | 87’ Brighenti |

| Arbitro: | Campanati (Milano) |

|                        |           |               |
| Novelli 7’ Corelli 83’ | Marcatori | 62’ Fontanesi |

| Arbitro: | Roversi (Bologna) |

|          |           |              |
| Milan 7’ | Marcatori | 86’ Skoglund |

| Arbitro: | Cariani (Roma) |

|                            |           |             |
| Altafini 10’, 60’ Bean 30’ | Marcatori | 80’ Bettini |

| Arbitro: | Ferrari (Milano) |

|                       |           |                  |
| Bettini 18’ Milan 24’ | Marcatori | 50’, 62’ Barison |

| Arbitro: | Righi (Milano) |

|  |           |             |
|  | Marcatori | 83’ Bettini |

| Udine 22 novembre 1959 9ª giornata | Udinese            | 0 – 0 | Napoli | Stadio Moretti\| Arbitro: \| Campanati (Milano) \| |
| Arbitro:                           | Campanati (Milano) |       |        |                                                    |

| Palermo 6 dicembre 1959 10ª giornata | Palermo                      | 0 – 0 | Udinese | Stadio La Favorita\| Arbitro: \| De Robbio (Torre Annunziata) \| |
| Arbitro:                             | De Robbio (Torre Annunziata) |       |         |                                                                  |

| Arbitro: | Righi (Milano) |

|                                    |           |               |
| Cappa 23’ De Robertis 63’ Erba 83’ | Marcatori | 55’ Pentrelli |

| Arbitro: | Angelini (Firenze) |

|               |           |               |
| Menegotti 30’ | Marcatori | 43’ Stacchini |

| Arbitro: | Moriconi (Roma) |

|             |           |  |
| Bettini 54’ | Marcatori |  |

| Bergamo 10 gennaio 1960 14ª giornata | Atalanta         | 0 – 0 | Udinese | Stadio Comunale\| Arbitro: \| Orlandini (Roma) \| |
| Arbitro:                             | Orlandini (Roma) |       |         |                                                   |

| Arbitro: | Famulari (Messina) |

|                        |           |                            |
| Lindskog 41’, 88’, 90’ | Marcatori | 20’, 61’ Bettini 28’ Milan |

| Arbitro: | Righi (Milano) |

|                           |           |                   |
| Menegotti 10’ Pinardi 84’ | Marcatori | 52’, 62’ O. Conti |

| Arbitro: | Babini (Ravenna) |

|                              |           |                                 |
| Pentrelli 58’, 61’ Milan 87’ | Marcatori | 16’, 81’ Manfredini 30’ Ghiggia |

#### Girone di ritorno
| Arbitro: | Righetti (Torino) |

|                 |           |           |
| Petris 16’, 21’ | Marcatori | 58’ Milan |

| Arbitro: | Ganbarotta (Genova) |

|             |           |  |
| Bettini 40’ | Marcatori |  |

| Arbitro: | Genel (Trieste) |

|                                                        |           |             |
| Tortul 21’ Perani 38’, 60’ Brighenti 56’, 70’ Rosa 87’ | Marcatori | 80’ Bettini |

| Arbitro: | Angelini (Firenze) |

|                              |           |                                |
| Milan 52’ Pentrelli 62’, 76’ | Marcatori | 18’ Ganzer 89’ (rig.) Morbello |

| Arbitro: | Righetti (Torino) |

|                                       |           |            |
| Ocwirk 36’ 82’ (rig.) Cucchiaroni 81’ | Marcatori | 2’ Canella |

| Arbitro: | Lo Bello (Siracusa) |

|                         |           |                   |
| Bettini 25’ Canella 74’ | Marcatori | 20’, 84’ Altafini |

| Genova 27 marzo 1960 24ª giornata | Genoa            | 0 – 0 | Udinese | Stadio Luigi Ferraris\| Arbitro: \| Rebuffo (Milano) \| |
| Arbitro:                          | Rebuffo (Milano) |       |         |                                                         |

| Arbitro: | Angelini (Firenze) |

|             |           |             |
| Canella 40’ | Marcatori | 56’ Moriggi |

| Arbitro: | Campanati (Milano) |

|                 |           |           |
| Del Vecchio 52’ | Marcatori | 76’ Milan |

| Arbitro: | Ferrari (Milano) |

|             |           |  |
| Bettini 88’ | Marcatori |  |

| Arbitro: | Liverani (Torino) |

|  |           |         |
|  | Marcatori | 6’ Erba |

| Arbitro: | Ferrari (Milano) |

|                                                  |           |                            |
| Stacchini 38’ Charles 39’ Sívori 58’ Colombo 78’ | Marcatori | 16’, 41’ Bettini 83’ Milan |

| Arbitro: | Righi (Milano) |

|                          |           |  |
| Campana 25’ De Marco 61’ | Marcatori |  |

| Arbitro: | Gambarotta (Genova) |

|           |           |          |
| Milan 59’ | Marcatori | 57’ Nova |

| Arbitro: | Bonetto (Torino) |

|               |           |             |
| Fontanesi 34’ | Marcatori | 79’ Firmani |

| Arbitro: | Righi (Milano) |

|             |           |  |
| Savoini 90’ | Marcatori |  |

| Arbitro: | Marchese (Napoli) |

|                                  |           |                                |
| Manfredini 16’ Zaglio 30’ (rig.) | Marcatori | 21’ Bettini 62’ (rig.) Pinardi |

### Coppa Italia
| Arbitro: | Rebuffo (Milano) |

|                                |           |                        |
| Bettini 75’, 101’ Canella 100’ | Marcatori | 55’ Secchi 110’ Attili |

| Arbitro: | Rigato (Mestre) |

|                                           |           |                         |
| Odling 8’ (aut.) Brighenti 45’ Zerlin 72’ | Marcatori | 68’ Giacomini 84’ Milan |

### Coppa dell'Amicizia italo-francese
| Arbitro: | Gambarotta (Genova) |

|             |           |               |
| Loiseau 57’ | Marcatori | 65’ Fontanesi |

| Arbitro: | Tricot |

|                    |           |  |
| Fontanesi 34’, 62’ | Marcatori |  |

### Coppa Mitropa
| Arbitro: | Damiani |

|                        |           |  |
| Bettini 22’ 84’ (rig.) | Marcatori |  |

| Arbitro: | Korelus |

|                                                   |           |                           |
| Riegler 20’ (rig.) 46’ Sassi 22’ (aut.) Nemec 90’ | Marcatori | 47’ Giacomini 88’ Bettini |

## Statistiche[1][2]

### Statistiche di squadra
| Competizione                       | Punti | In casa | In casa | In casa | In casa | In casa | In casa | In trasferta | In trasferta | In trasferta | In trasferta | In trasferta | In trasferta | Totale | Totale | Totale | Totale | Totale | Totale | DR  |
| Competizione                       | Punti | G       | V       | N       | P       | Gf      | Gs      | G            | V            | N            | P            | Gf           | Gs           | G      | V      | N      | P      | Gf     | Gs     | DR  |
| ---------------------------------- | ----- | ------- | ------- | ------- | ------- | ------- | ------- | ------------ | ------------ | ------------ | ------------ | ------------ | ------------ | ------ | ------ | ------ | ------ | ------ | ------ | --- |
| Serie A                            | 28    | 17      | 5       | 10      | 2       | 22      | 20      | 17           | 1            | 6            | 10           | 17           | 34           | 34     | 6      | 16     | 12     | 39     | 54     | -15 |
| Coppa Italia                       | -     | 1       | 1       | 0       | 0       | 3       | 2       | 1            | 0            | 0            | 1            | 2            | 3            | 2      | 1      | 0      | 1      | 5      | 5      | 0   |
| Coppa dell'Amicizia italo-francese | -     | 1       | 1       | 0       | 0       | 2       | 0       | 1            | 0            | 1            | 0            | 1            | 1            | 2      | 1      | 1      | 0      | 3      | 1      | +2  |
| Coppa Mitropa                      | -     | 1       | 1       | 0       | 0       | 2       | 0       | 1            | 0            | 0            | 1            | 2            | 4            | 2      | 1      | 0      | 1      | 4      | 4      | 0   |
| Totale                             | -     | 20      | 8       | 10      | 2       | 29      | 22      | 20           | 1            | 7            | 12           | 22           | 42           | 40     | 9      | 17     | 14     | 51     | 64     | -13 |

### Statistiche dei giocatori
| Giocatore    | Serie A  | Serie A | Coppa Italia | Coppa Italia | Totale   | Totale |
| Giocatore    | Presenze | Reti    | Presenze     | Reti         | Presenze | Reti   |
| ------------ | -------- | ------- | ------------ | ------------ | -------- | ------ |
| L. Bertossi  | 18       | -30     | 1            | -3           | 19       | -33    |
| L. Bettini   | 31       | 14      | 2            | 2            | 33       | 16     |
| A. Birtig    | 1        | 0       | -            | -            | 1        | 0      |
| T. Burgnich  | 7        | 0       | 2            | 0            | 9        | 0      |
| F. Canella   | 12       | 3       | 2            | 1            | 14       | 4      |
| P. Del Bene  | 29       | 0       | -            | -            | 29       | 0      |
| L. Delfino   | 3        | 0       | 2            | 0            | 5        | 0      |
| A. Fontanesi | 31       | 3       | 1            | 0            | 32       | 3      |
| M. Giacomini | 33       | 0       | 2            | 1            | 35       | 1      |
| O. Gon       | 7        | 0       | 2            | 0            | 9        | 0      |
| S. Manente   | 10       | 0       | -            | -            | 10       | 0      |
| E. Menegotti | 26       | 2       | 1            | 0            | 27       | 2      |
| L. Milan     | 34       | 10      | 2            | 1            | 36       | 11     |
| G. Odling    | 6        | 0       | 2            | 0            | 8        | 0      |
| L. Pentrelli | 34       | 5       | 2            | 0            | 36       | 5      |
| U. Pinardi   | 27       | 2       | -            | -            | 27       | 2      |
| S. Rodaro    | 2        | 0       | -            | -            | 2        | 0      |
| G. Romano    | 14       | -21     | -            | -            | 14       | -21    |
| L. Santi     | 2        | -3      | 1            | -2           | 3        | -5     |
| R. Sassi     | 23       | 0       | 2            | 0            | 25       | 0      |
| R. Valenti   | 24       | 0       | -            | -            | 24       | 0      |